# Degerö Börstskär
Degerö Börstskär är en ö i Lule skärgård, Norrbottens län, med ett för Lule skärgård högt "berg" i sydväst. På västsidan av ön finns en skyddad vik med sandstrand och gästhamn med brygga, grillplatser och raststuga. Ön har ett rikt fågelliv; bland annat har svartsnäppa observerats här.